# San Giacomo al Colosseo
San Giacomo al Colosseo var en kyrkobyggnad i Rom, helgad åt den helige aposteln Jakob. Kyrkan var belägen vid Colosseum i Rione Monti.

## Kyrkans historia
Ett litet sjukhus, Ospedale di San Giacomo, på denna plats omnämns i ett dokument från år 1383. Kyrkan tros ha uppförts vid denna tid. Sjukhuset och kyrkan var belägna på eller i närheten av ruinerna av gladiatorskolan Ludus Magnus. Den rektangulära interiören smyckades på 1300- och 1400-talet med fresker. I absiden fanns en fresk som framställde Jungfru Maria i en strålkrans samt en annan som visade Jungfru Marie kröning.
Kyrkan dekonsekrerades vid 1500-talets slut och byggnaden kom bland annat att nyttjas som hölada.
Den forna kyrkobyggnaden revs i februari 1816 för att frigöra plats runt Colosseum. Kyrkans fresker reproducerades av den italienske konstnären Ferdinando Boudard. En av freskerna framställer aposteln Jakob med bok och pilgrimsstav.

## Omnämningar i kyrkoförteckningar
| Katalog                                                        | År         | Benämning                        |
| -------------------------------------------------------------- | ---------- | -------------------------------- |
| Il Catalogo del Signorili                                      | cirka 1425 | sci. Iacobi de Colisei           |
| Il Liber Anniversariorum Sancti Salvatoris ad Sancta Sanctorum | 1461       | Ecclesia S. Iacobi apud Colosseo |